# Usługa podstawowa

Klasyfikacja usług telekomunikacyjnych

Usługa podstawowa (ang. basic service) – podstawowe usługi telekomunikacyjne związane z przesyłaniem informacji, będące przedmiotem specyfikacji dla konkretnych standardów sieci telekomunikacyjnych. Usługi podstawowe są dzielone na:
- teleservices (teleusługi) – usługi komunikacyjne obejmujące wszystkie aspekty związane ze współpracą terminali i sieci, dzięki czemu abonent może korzystać z danego rodzaju połączenia
- Usługi przenoszenia, ang. bearer services – usługi związane z właściwym przekazem informacji, zapewniające możliwość jej transportu.